# 拉里·詹姆斯
拉里·詹姆斯（英語：Larry James，1947年11月6日—2008年11月6日），美国男子田径运动员，主攻短跑。他曾代表美国参加1968年夏季奥林匹克运动会田径比赛，获得一枚金牌和一枚银牌。